# 피나 에스탐파
《피나 에스탐파》(포르투갈어: Fina Estampa)는 2011년 방영된 브라질의 텔레노벨라이다.